# Annes Elwy
Annes Elwy (Penarth, Gales, 26 de septiembre de 1992) es una actriz británica, conocida por sus papeles en la pantalla en producciones en inglés y galés. Es especialmente recordada por su interpretación de Beth March en la adaptación de Mujercitas de la BBC del 2017; además, ha actuado en varias películas y series, entre las que cabe destacar: Hidden (2018), The Toll (2021) y Philip K. Dick's Electric Dreams (2017).

## Biografía
Annes Elwy nació el 26 de septiembre de 1992 en Penarth (Gales), donde pasó su infancia, fue a la escuela en Barry, y posteriormente estudió en el Royal Welsh College of Music & Drama (RWCMD) en Cardiff.
Su debut en la pantalla grande fue en 2015 en la película británica de drama y suspense Yr Ymadawiad (The Passing), del director galés Gareth Bryn. La película se grabó íntegramente en galés y se estrenó el 10 de marzo de 2016 en el Wales One World Film Festival (WOW Film Festival) en Aberystwyth. La película fue galardonada con tres premios BAFTA.
Al año siguiente trabajó en la película británica King Arthur: Excalibur Rising, una nueva adaptación del mito del rey Arturo. Tuvo un papel menor como Irma de joven, en el episodio Impossible Planet de la serie de ciencia ficción Philip K. Dick's Electric Dreams, en la que cada capítulo se basa en una obra corta del escritor estadounidense Philip K. Dick.
En 2018, fue nominada al premio a la Mejor Actriz en la ceremonia de entrega de premios BAFTA Cymru, por su papel como Beth March en la miniserie Mujercitas, de la BBC. Ese mismo año también trabajó en la película de terror y suspense Apostle. Al año siguiente, en 2019, participó en la serie británica de drama criminal Hidden, donde interpreta el papel de Mia Owen, una adolescente asesina.
En el 2021 actuó en la película de suspenso bilingüe Gwledd/The Feast, actuación descrita por la crítica como «cautivadora y magnética». Criticó la decisión de filmar la película en ambos idiomas y dijo que «es extraño... porque estamos muy abiertos a ver producciones en idiomas extranjeros». En 2024 trabajó en la miniserie Bariau, de la cadena pública galesa S4C, donde interpretó el personaje de la joven guardiana Elin James. Bariau es un drama carcelario donde toda la trama se desarrolla entre los muros de un centro penitenciario masculino de seguridad media situado en el norte de Gales.
En el teatro, ha trabajado en producciones de The Crucible, en el Bristol Old Vic; YEN, en el Royal Exchange de Mánchester, y No Other Like Today (Diwrnod Heb Ei Debyg), con el National Youth Theatre of Wales.

## Filmografía
| Año  | Título                           | Papel           | Notas                       | Ref.   |
| ---- | -------------------------------- | --------------- | --------------------------- | ------ |
| 2015 | The Passing                      | Sara            | Película                    |        |
| 2017 | King Arthur: Excalibur Rising    | Ada             | Película                    |        |
| 2017 | Philip K. Dick's Electric Dreams | Irma joven      | Episodio: Impossible Planet | [ 12 ] |
| 2017 | Mujercitas                       | Beth March      | Miniserie                   | [ 14 ] |
| 2018 | El apóstol                       | Sinead          | Sin acreditar               |        |
| 2019 | Hidden                           | Mia Owen        | 6 episodios                 | [ 4 ]  |
| 2021 | The Toll                         | Catrin          | Película                    | [ 19 ] |
| 2021 | The Feast                        | Cadi            | Película                    | [ 16 ] |
| 2021 | Sunlight                         | Angharad        | Cortometraje                |        |
| 2022 | Y Golau                          | Greta           | 6 episodios                 | [ 20 ] |
| 2023 | Wolf                             | Lucía           | 6 episodios                 | [ 21 ] |
| 2023 | Y Swn                            | Meinir Ffransis | Película                    | [ 22 ] |
| 2024 | Bariau                           | Elin James      | 6 episodios                 | [ 17 ] |

| Año  | Título                 | Personaje      | Notas | Ref.   |
| ---- | ---------------------- | -------------- | ----- | ------ |
| 2022 | Horizon Forbidden West | Raynah / Zikka | Voz   | [ 23 ] |

## Premios y nominaciones
| Año  | Premio            | Categoría    | Papel      | Resultado | Ref.   |
| ---- | ----------------- | ------------ | ---------- | --------- | ------ |
| 2018 | BAFTA Cymru Award | Mejor Actriz | Mujercitas | Nominada  | [ 13 ] |